# Bronzespiegel von Bloomington

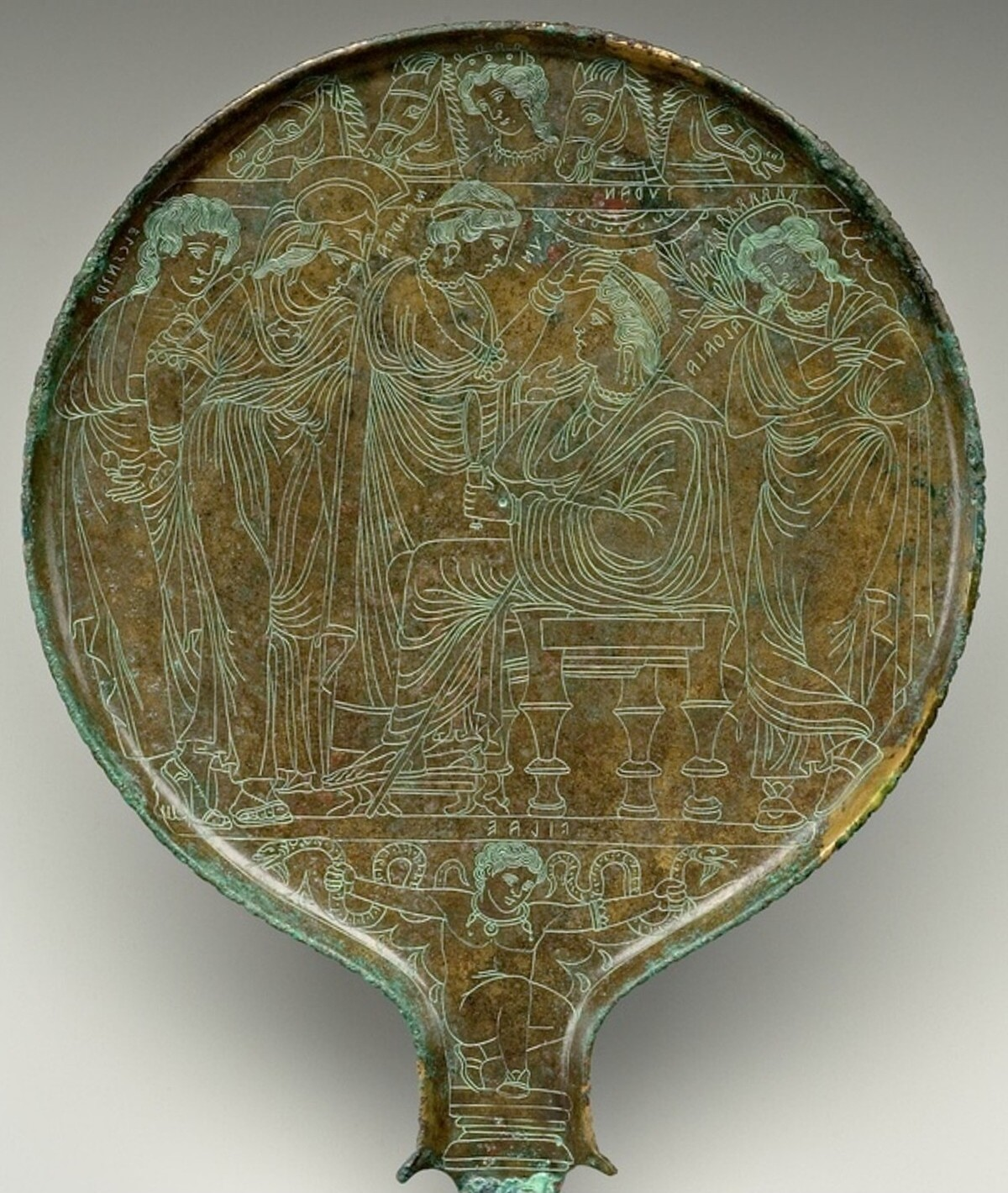
Bronzespiegel von Indiana mit dem Urteil des Paris

Der Bronzespiegel von Bloomington ist ein etruskisches Artefakt, das um 300 v. Chr. gefertigt wurde und heute im Sidney and Lois Eskenazi Museum of Art in Bloomington im US-Bundesstaat Indiana aufbewahrt wird. Die Gravur auf der Rückseite des Spiegels nimmt Bezug zum Urteil des Paris und veranschaulicht, wie die Etrusker griechische Mythen in der bildenden Kunst abgewandelt und neu interpretiert haben.

## Beschreibung

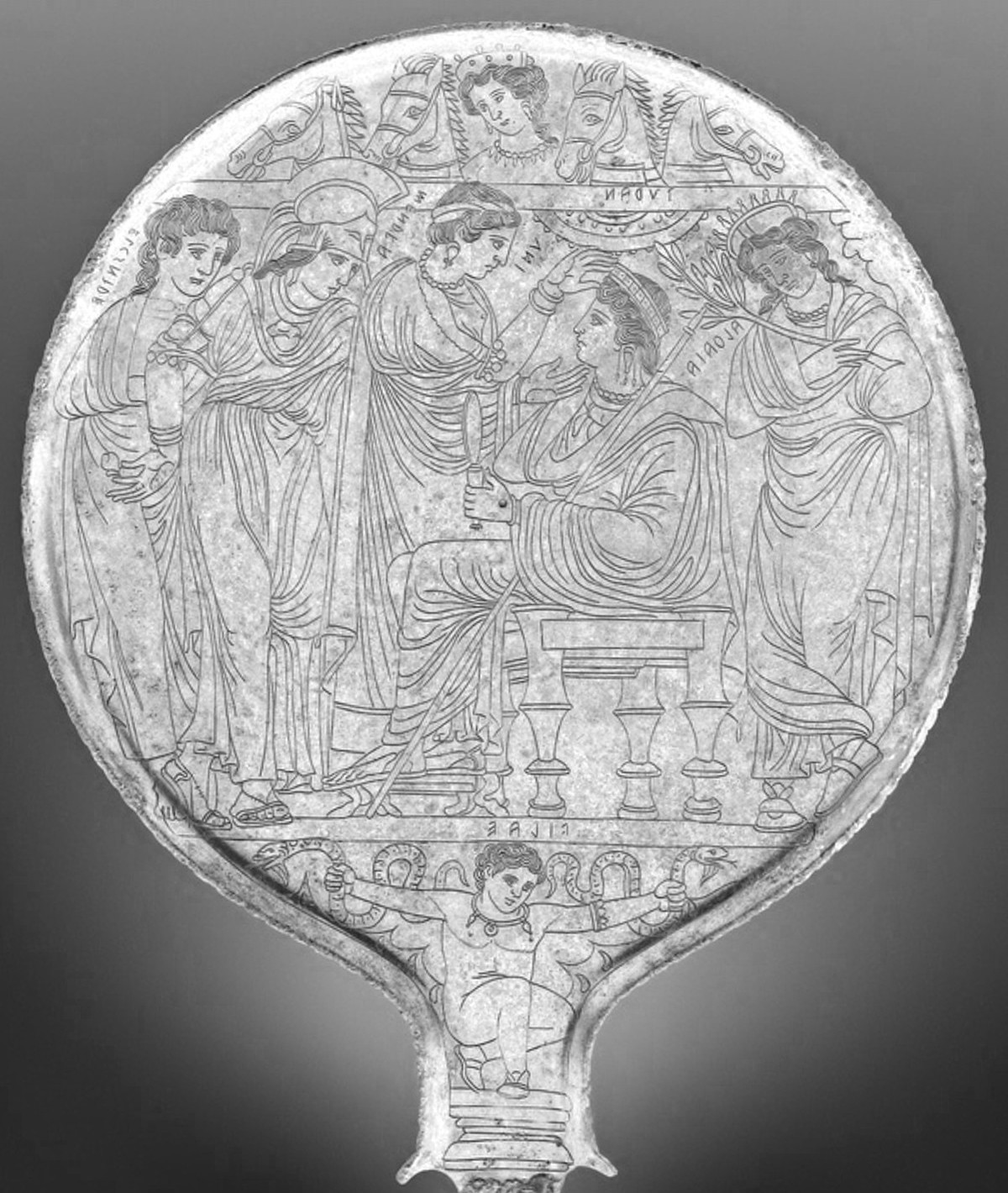
Negative Schwarz-weiß-Abbildung des Bronzespiegels

Der Spiegel besteht aus Bronze, einer Legierung aus Kupfer, die in der Antike weit verbreitet war. Der Durchmesser der nahezu kreisrunden Scheibe beträgt 17,9 cm. Die Vorderseite war poliert, die Gravur befindet sich auf der Rückseite. Der Spiegel besitzt einen 9,6 cm langen Fuß, an dessen unterem Ende wahrscheinlich ein Griff befestigt war. Die runde Bildfläche auf der Rückseite des Spiegels wird durch zwei waagrechte Streifen in drei Zonen unterteilt. Im oberen Kreissegment ist eine weibliche Figur umgeben von vier Pferdeköpfen dargestellt. Im mittleren Bildfeld sieht man fünf Personen, vier davon weiblich, die an einer Zeremonie teilnehmen. Im unteren Abschnitt befindet sich eine nackte kniende Figur, die mit beiden Händen jeweils eine Schlange an ihrem Kopfende umfasst. 
Die dargestellten Figuren werden durch Inschriften charakterisiert. Entsprechend den Schreibgewohnheiten der Etrusker sind die etruskischen Schriftzeichen spiegelverkehrt von rechts nach links eingeritzt. Die Inschriften verlaufen etwa von links nach rechts, die letzte Inschrift befindet sich weiter unten. Die Transkription ergibt folgende Namen:
ELCSNTRE MENRVA UNI TURAN ALTHAIA VILAE
Die ersten fünf Inschriften bezeichnen die fünf Personen in der mittleren Bildszene. Der Name Turan steht zwar im oberen Streifen, bezieht sich aber zweifelsfrei auf die sitzende Person im Bildfeld darunter. Die Inschrift Vilae im unteren Streifen nimmt Bezug auf die kniende Figur im unteren Bildsegment.
Ganz links im mittleren Bildfeld steht also Elcsntre, versetzt vor ihm mit Helm und Speer Menrva, die sich nach vorne neigt und in ihrer nach hinten gerichteten rechten Hand eine Blumenknospe halten könnte. In der Mitte der Szene steht Uni vor Turan, die mit einem langen Zepter auf einem Sitzmöbel ohne Lehne thront. Turan hält einen Spiegel in der Hand und ruht mit ihren Füßen auf einem Schemel. Mit der rechten Hand setzt ihr Uni ein Diadem auf den Kopf, mit der linken Hand berührt sie ihr Kinn. Alle drei Frauen tragen typisch etruskische Ohrringe und Armbänder. Am rechten Bildrand steht Althaia mit verschränkten Armen und Beinen. Sie trägt ebenfalls ein Diadem auf dem Kopf und hält einen Zweig in der Hand. Alle vier stehenden Personen haben ihren Blick auf die sitzende Turan gerichtet, die ihrerseits Uni zugewandt ist.
Der Bronzespiegel befindet sich heute unter der Inventarnummer 74.23 im Sidney and Lois Eskenazi Museum of Art der Indiana University.

## Deutung

Zeichnung des Bronzespiegels

Die Etrusker übernahmen in der bildenden Kunst zahlreiche Mythen aus der griechischen Mythologie, wandelten diese ab und erfanden neue Szenen. Dabei identifizierten sie ihre Gottheiten mit den Gestalten aus dem griechischen Mythos oder adaptierten Figuren, für die es keine Entsprechungen in der etruskischen Religion gab wie z. B. Herakles, der als Hercle in den etruskischen Pantheon Einzug fand. Die Darstellung auf dem Spiegel steht in unmittelbarer Verbindung mit dem Urteil des Paris, da die auftretenden Menrva, Uni und Turan den griechischen Göttinnen Athene, Hera und Aphrodite entsprechen und am linken Bildrand Paris Alexandros zu sehen ist, der als Elcsantre in den etruskischen Mythos übernommen wurde.
Zunächst war unklar, welche Begebenheit aus dem Mythos dargestellt wird. Menrva und Uni nähern sich Turan wie Freundinnen, die eine Braut besuchen. Schließlich erkannte man, dass die Szene nicht aus dem griechischen Mythos stammt, sondern von den Etruskern entwickelt worden ist. Das Motiv ist zeitlich nach dem Urteil des Paris zugunsten der Aphrodite bzw. Turan anzusiedeln. Menrva und Uni sind erschienen, um ihrer Rivalin zum Sieg zu gratulieren und ihr die Ehre zu erweisen. 
Das Urteil des Paris war bei den Etruskern ein populäres Thema in der bildenden Kunst. Meist wurde der Moment des Urteilsspruchs mit den vor Paris stehenden Göttinnen dargestellt. Eine weitere beliebte Szene war die Einkleidung der Helena, die die Etrusker Elinai nannten. Die von Paris Auserwählte bewundert sich in ihrem Spiegel, während ihre Dienerinnen sie schmücken. Offenbar wurde hier das Motiv der thronenden Braut mit dem der rivalisierenden Göttinnen vermengt, so dass nun Turan als Siegerin des Wettstreits geschmückt wird.
Althaia auf der rechten Seite, die wie eine Dienerin von Turan in Erscheinung tritt, war im griechischen Mythos die Mutter des Meleagros. In Althaias Familie herrschte Zwietracht zwischen ihrem Sohn Meleagros und ihren Brüdern. Sie stand auf der Seite ihrer Brüder und führte schließlich den Tod von Meleagros herbei, nachdem dieser ihre Brüder getötet hatte. Gelegentlich wird vermutet, dass auf dem Spiegel ein Schreibfehler vorliegt und Aithra die korrekte Bezeichnung der rechten Figur sein müsste, da Aithra in der Ilias die Dienerin von Helena war und ihr später nach Troia folgte. Nach herrschender Meinung ist der Bronzespiegel allerdings so sorgfältig gestaltet, dass ein Schreibfehler oder ein Missverständnis ausgeschlossen werden kann. Vielmehr scheint die Figur der Althaia absichtlich in die Bildkomposition eingefügt worden zu sein.
Im oberen Bildfeld sieht man Thesan, die Göttin der Morgenröte, mit ihrem Viergespann. Das Erscheinen der Thesan verkündet vermutlich den Beginn eines bestimmten Tages, an dem ein besonderes Ereignis stattfinden sollte. Die kleine Figur mit den Schlangen im unteren Bildfeld wird mit Vilae bezeichnet, was auf Iolaos hindeuten könnte, dem Begleiter des Herakles. Die beiden Schlangen zählen zu den Attributen des Herakles.

## Hintergrund

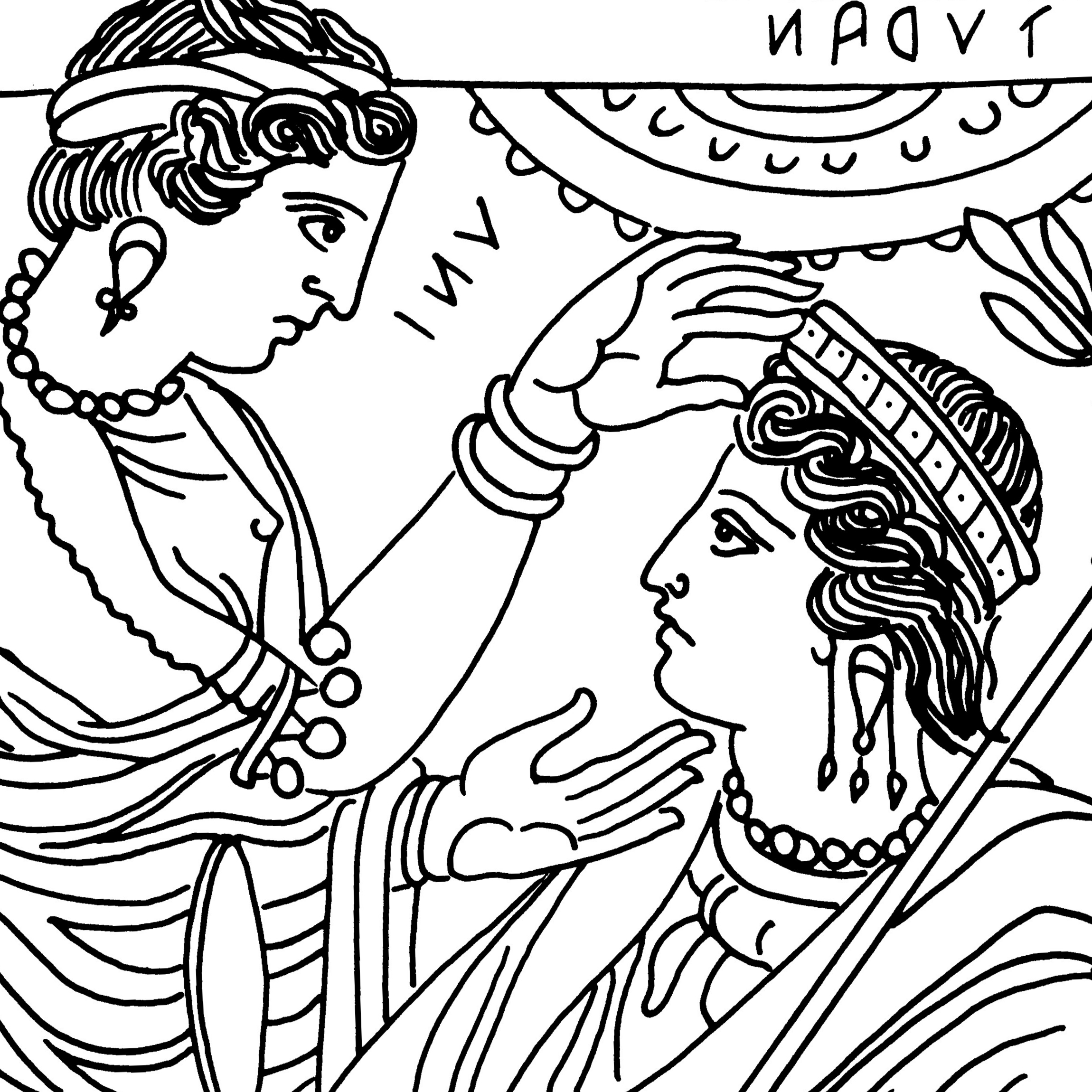
Detail der Zeichnung mit Uni und Turan

Bronzespiegel dieser Art wurden zwischen dem 6. und 3. Jahrhundert v. Chr. angefertigt, mit einer Hauptproduktionszeit im 4. Jahrhundert v. Chr. Diese Spiegel, die sehr kostbar waren und frisch poliert wie Gold leuchteten, gehörten zusammen mit dem Schmuck zum persönlichen Besitz von Frauen. Häufig dienten diese Spiegel als Brautgeschenk anlässlich der Vermählung. Daher zeigen zahlreiche Spiegel mythologische Szenen, die sich auf Liebe und Schönheit beziehen und den Brautschmuck als Vorbereitung auf die Ehe zeigen. Nach dem Tod wurden die Spiegel den Verstorbenen mit in das Grab gegeben.
Dementsprechend kann man annehmen, dass der Spiegel als Geschenk für eine Braut zur Hochzeit angefertigt wurde. Die Beschenkte konnte sich mit der thronenden Turan identifizieren, die ebenfalls wie eine Braut geschmückt war. Uni, die sich der Turan mit Hingabe und Fürsorge widmet, war zudem die Schutzgöttin der Ehe und der Frauen. Menrva und Uni verkörpern den Frieden in der Götterfamilie, der nach dem Wettstreit wiederhergestellt werden muss. Althaia dagegen symbolisiert gleichsam als Antithema den Streit innerhalb einer Familie, der zu großem Unglück geführt hat. Insofern ist die Darstellung auch als Mahnung an die Braut zu verstehen, in ihrer neu begründeten Familie den Frieden zu wahren. Aufgrund der besonderen Bildkomposition und des ausgezeichneten Erhaltungszustands zählt der Bronzespiegel zu den herausragenden Schöpfungen der etruskischen Kunst.